# Distrito de Higashimuro
El distrito de Higashimuro (東牟婁郡 Higashimuro-gun?) es un distrito localizado en la prefectura de Wakayama, Japón. En junio de 2019 tenía una población estimada de 35.437 habitantes y una densidad de población de 53,1 personas por km². Su área total es de 667,22 km².

## Localidades
- Kitayama
- Kozagawa
- Kushimoto
- Nachikatsuura
- Taiji